# Équipe d'Israël de rink hockey
L'équipe d'Israël de rink hockey est la sélection nationale qui représente Israël en rink hockey.